# Korkmännchen

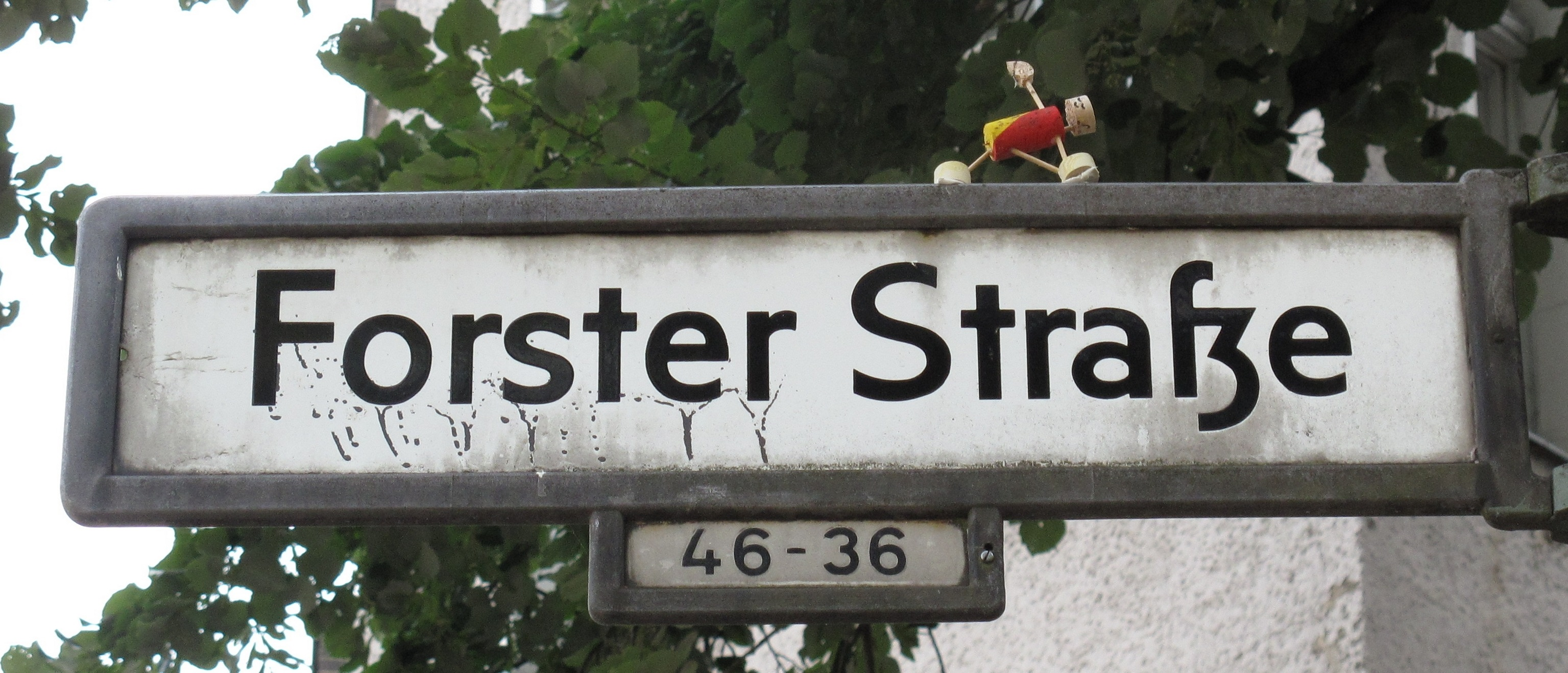
Street-Yogi en la Forster Straße esquina Reichenberger Straße

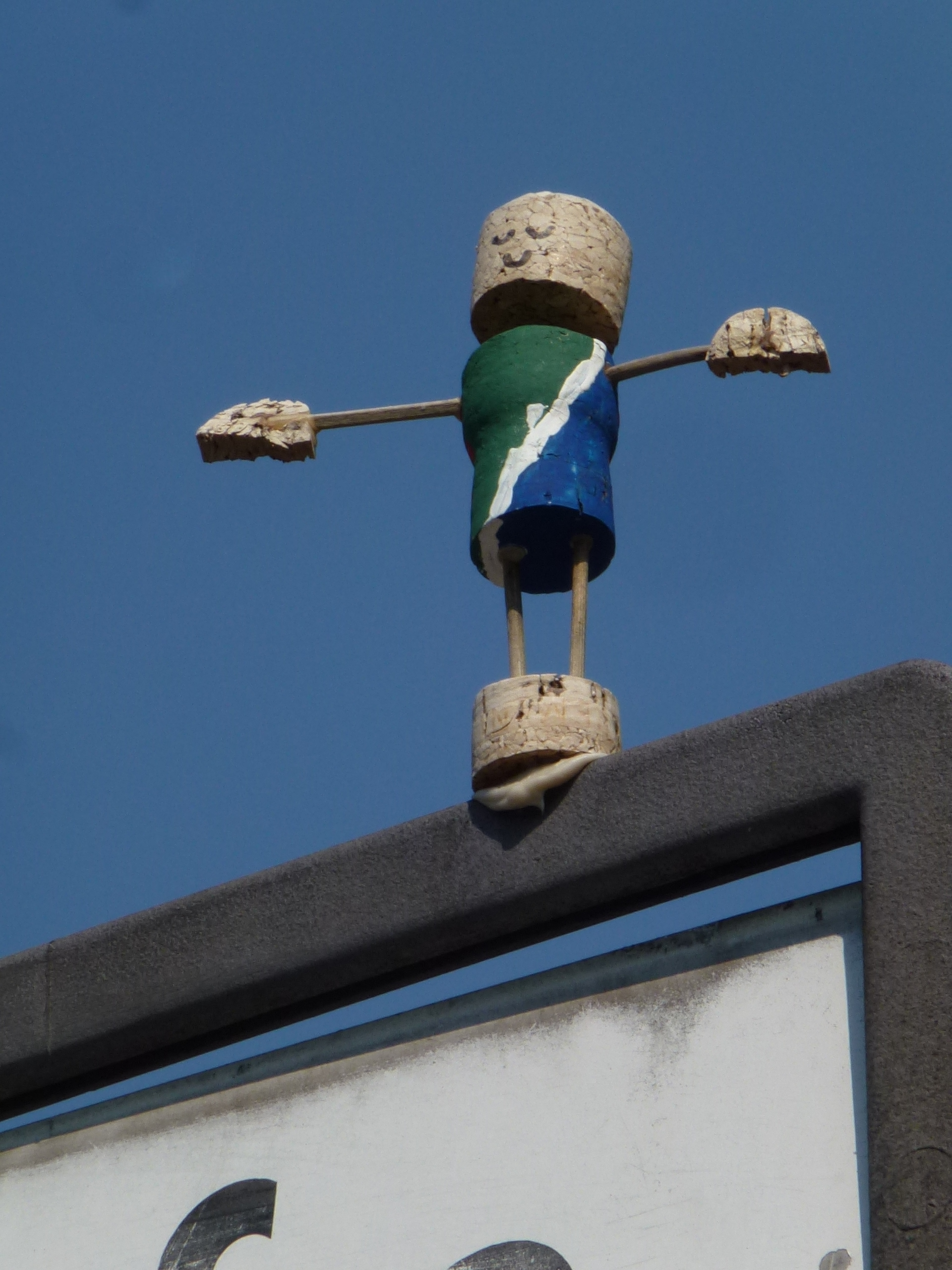
Street-Yogi en Steglitz

Korkmännchen (Hombrecillos de corcho) o Street Yogi (Yogui callejero) es el nombre que reciben unas pequeñas figuras, de apenas el tamaño de una mano, que desde 2009 aparecen en varias señales callejeras de Berlín. Estas figuras, hechas con corcho de botellas y palillos o pinchos, son trabajos del entrenador de Yoga berlinés Josef Foos (1956 - ). Se remontan al proyecto Little People (Gentes pequeñas) del artista callejero británico Slinkachu.

## Enlaces
1. ↑  Street-Yoga Homepage

- Datos: Q17252065
- Multimedia: Street-Yogis in Germany / Q17252065